# La chica del adiós
La chica del adiós es una comedia romántica estadounidense de 1977 dirigida por Herbert Ross. El film está protagonizado por Richard Dreyfuss, Marsha Mason, Quinn Cummings y Paul Benedict. 
El guion original estaba escrito por Neil Simon y habla de un actor egoísta que alquila un apartamento de Manhattan a un amigo y la actual inquilina es la antigua novia de su amigo y su hija preadolescente. En 2002 fue incluida en la lista AFI's 100 años... 100 pasiones del American Film Institute.

## Premios

### Óscar 1977
| Categoría               | Nominado         | Resultado |
| ----------------------- | ---------------- | --------- |
| Mejor Película          | Mejor Película   | Candidata |
| Mejor Actor             | Richard Dreyfuss | Ganador   |
| Mejor Actriz            | Marsha Mason     | Candidato |
| Mejor Actriz de Reparto | Quinn Cummings   | Candidata |
| Mejor Guion Adaptado    | Neil Simon       | Candidato |